# Arroyo Solís Chico
Arroyo Solís Chico – potok w departamencie Canelones w Urugwaju w Ameryce Południowej.
Ma swoje źródła w paśmie Cuchilla Grande w okolicy drogi Ruta 80, skąd płynie na południowy zachód i później południe, mijając miejscowość Dr. Francisco Soca. Uchodzi do estuarium La Platy między miejscowościami La Floresta a Parque del Plata.